# Friesland Porzellanfabrik

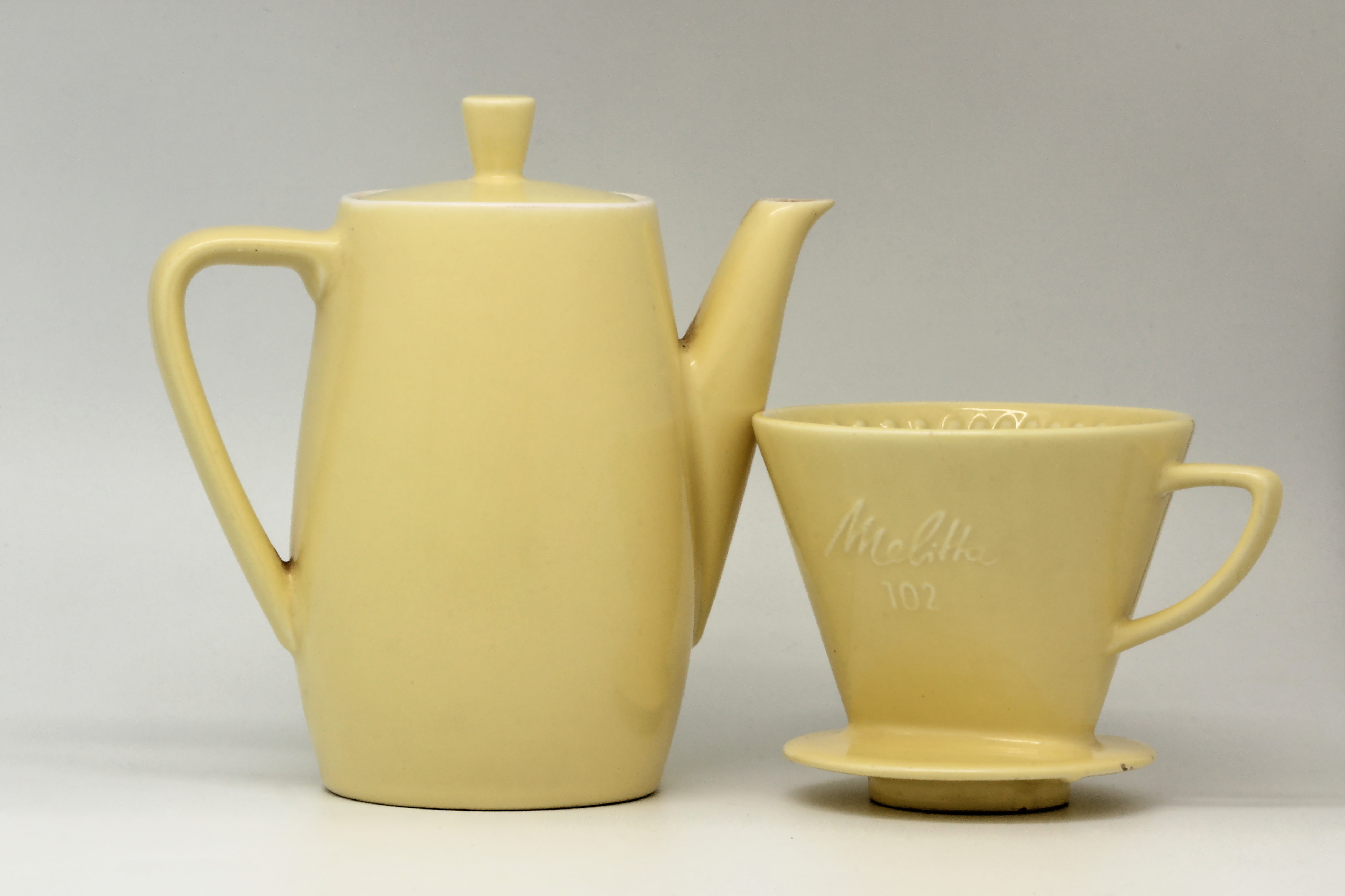
Kaffeekanne aus Steingut und Melitta Kaffeefilter 102

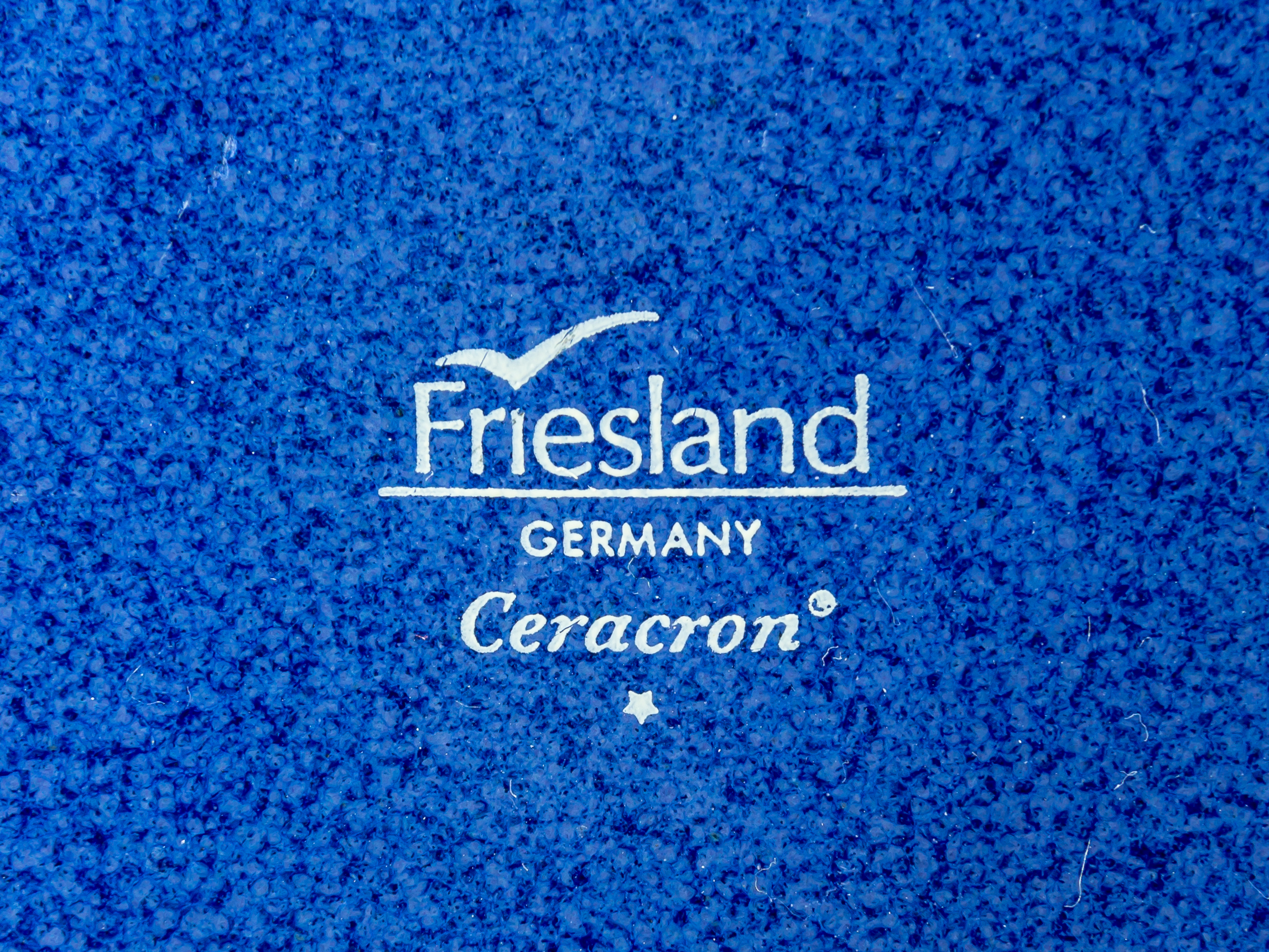
Bodenmarke des Friesland-Porzellans

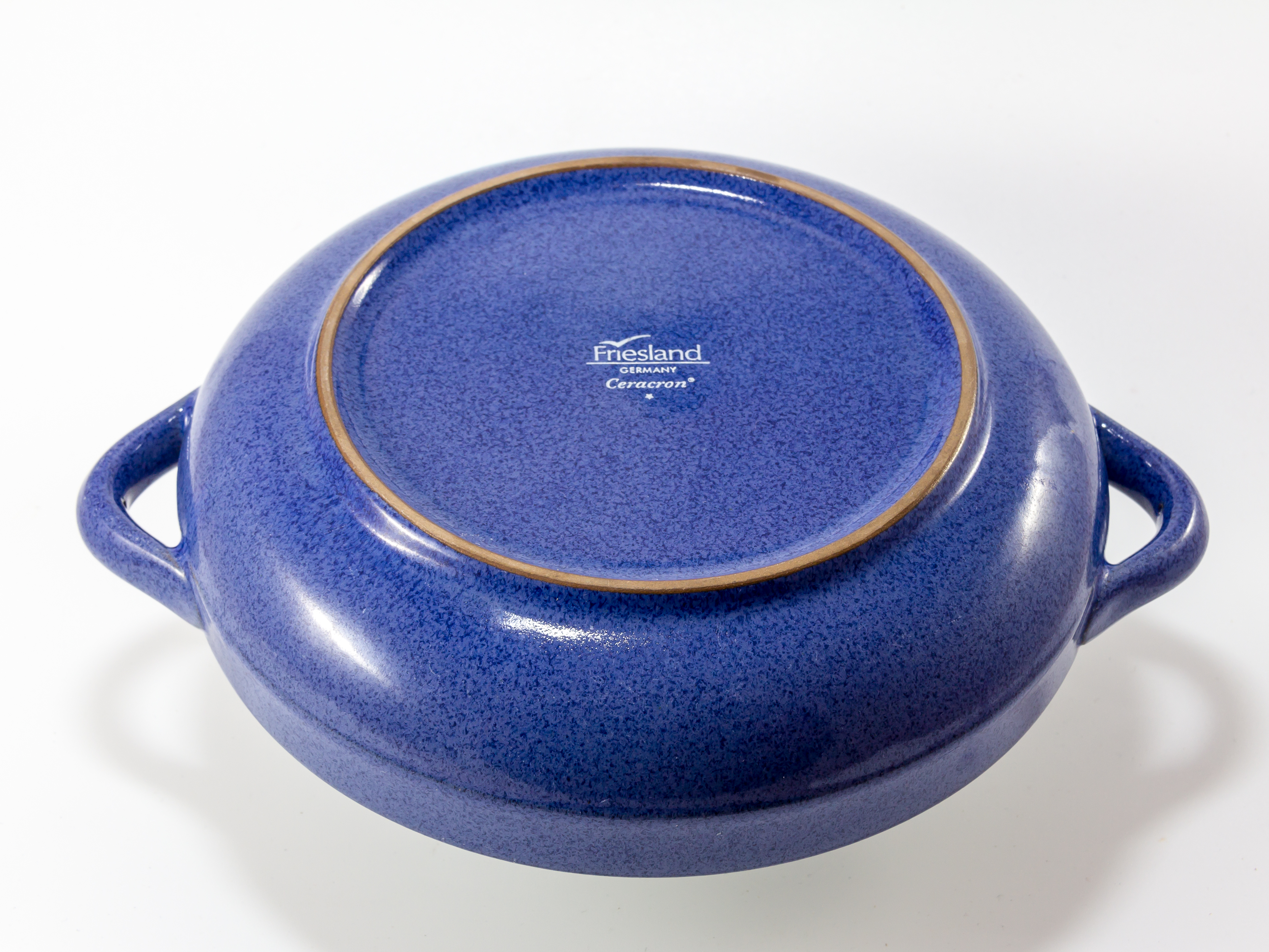
Suppenschüssel Ammerland blue, Rückseite

Die Friesland Porzellanfabrik GmbH & Co. KG mit Sitz in Varel im Landkreis Friesland ist ein deutscher Hersteller von Porzellan- und Steingutwaren, insbesondere von Kaffee- und Tafelservices für den täglichen und gehobenen Bedarf. Im Frühjahr 2019 wurde die Friesland Porzellanfabrik GmbH von der niederländischen Firma Royal Goedewaagen übernommen. Der Sitz der neuen Unternehmensgruppe RGW Friesland Porzellan Gruppe ist Varel.

## Geschichte
Am 13. August 1948 erteilte das Niedersächsische Ministerium für Wirtschaft und Verkehr dem aus Tolkemit stammenden Kaufmann August Caspritz die Genehmigung, auf dem Gelände eines ehemaligen Flakgerätelagers ein Werk zur Herstellung von Elektroporzellan, Ofenkacheln und Gebrauchsgeschirr zu errichten und zu betreiben. Nach Konkurs im Jahre 1953 wurde das Werk von Horst Bentz unter dem Namen Porzellanfabrik Friesland, Zweigniederlassung der Melitta-Werke Bentz & Sohn als Teil der Unternehmensgruppe Melitta weitergefuehrt. Damit reagierte Melitta auf die kaum zu befriedigende Nachfrage an Kaffeefiltern, da die Papierfilterfabrik in Düren zerstört und die Porzellanfabrik Concordia in Lesov nach dem Zweiten Weltkrieg auf dem Gebiet der Tschechoslowakei lag.
Das damals 8,7 ha große Werksgelände wurde am 26. Oktober 1953 vom Melitta-Mitarbeiter Adolf Hagemann angemietet. Im Jahr 1953 begann die Porzellan- und Papierproduktion in Rahling. Melitta erwarb das Firmengelände erst im Jahr 1957 für 325.000 DM.
Die Produktionspalette des Rahlinger Werkes umfasste bereits 1954 Kaffeefilter aus Porzellan, dazu passende Kaffeekannen aus Steingut, Großfilter für die Gastronomie sowie Filterpapier. Es wurden zunächst täglich bis zu 4 Tonnen Filterpapier hergestellt, später konnte die Produktion auf 20 Tonnen gesteigert werden. Bis Ende 1955 wurden in Rahling bereits eine Million Porzellan-Kaffeefilter produziert. Das Werk entwickelte sich in der Folgezeit zu einem wichtigen Produktionsstandort der Firma Melitta. Der Direktor der Staatlichen Werkkunstschule Kassel – der Designer Jupp Ernst – hatte als persönlicher Freund von Horst Bentz ab Mitte der 1950er Jahre einen großen Einfluss auf das Marketing der Firma.
Für Melitta entwickelte Ernst nicht nur die charakteristische Melitta-Wortmarke, sondern auch das grün-rote Farbkonzept der Verpackung der Melitta-Filtertüten. Im Jahr 1956 führte er ergänzend zu den Kaffeefiltern die Melitta-Kaffeetisch-Keramik ein und designte ab 1959 die Kaffeeservices Paris, Zürich und Ascona.
Das erste Kaffeeservice aus Steingut wurde 1956 produziert, 1958 folgte das erste Service aus Porzellan. Das in Pastellfarben glasierte Steingutservice Minden, das sich aus der von Jupp Ernst designten Kanne der Form 0 ableitete, wurde ein kommerzieller Erfolg. In dieser Zeit wurden – zum Teil farblich auf die Kaffeekanne abgestimmte – Filter hergestellt, die als Filka -Set (Filter & Kanne) vertrieben wurden. In der Firma wurde ab 1957 auch Puppengeschirr hergestellt, das als Miniaturausgabe von Melitta-Kaffeefiltern und Geschirrserien in verschiedenen Farben unter anderem unter dem Namen Melitta Kinder-Filter-Party angeboten wurde. Das Unternehmen begann Ende der 1950er Jahre mit der Expansion der Produktion. Auf einer neu eingerichteten Gießstrecke konnten jetzt im Drei-Schicht-Betrieb bis zu 180.000 Porzellankaffeefilter im Monat produziert werden.
Nachdem 1959 die Filterpapier-Fertigung nach Minden verlegt worden war, konzentrierte sich das Unternehmen in der Folgezeit vollständig auf die Kaffeeserviceproduktion. Im gleichen Jahr trat die Designerin Lieselotte Kantner in den Betrieb ein. Sie entwarf in den folgenden 20 Jahren zahlreiche prämierte Geschirrservices, unter anderem die Serien Helsinki, Berlin, Kopenhagen und Jeverland. In den 1960er Jahren richtete man im Unternehmen eine eigene Designabteilung für Porzellangeschirr ein, die Lieselotte Kantner leitete. Neben den Entwürfen von Jupp Ernst, Lieselotte Kantner und Karl Leutner prägten in dieser Zeit vor allem die Dekore von Claus Dombrowsky und Melanie Martens das Erscheinungsbild der Produktpalette.
In der ersten Hälfte der 1960er Jahre arbeiteten über 1200 Menschen in Rahling, in der Mehrzahl Frauen. Die Produktpalette wurde 1966 durch die Fertigung von Tafelservice erweitert. Im Jahr 1969 wurde die 25-millionste Kaffeekanne der Serie Minden produziert.
Infolge von Marktsättigung und zunehmender Konkurrenz aus dem Ausland begann Anfang der 1970er Jahre der Absatz für keramische Produkte in der Bundesrepublik Deutschland zu stagnieren. Im Unternehmen wurden diverse Rationalisierungs- und Modernisierungsmaßnahmen ergriffen, um dieser Entwicklung entgegenzuwirken. Nach der Schließung des Melitta-Porzellanwerks in Rehau wurden die dort hergestellten Geschirrserien Rom, Verona und Madrid in Rahling weiterproduziert. Im Jahr 1974 begann man mit dem Bau einer eigenen Versand- und Gleishalle für den optimierten Versand. Nach Abschluss der Rationalisierungsmaßnahmen arbeiteten 1977 noch ca. 700 Menschen im Werk.
Mitte der 1970er Jahre wurde die Geschirrkollektion grundlegend überarbeitet. Die beiden Serien Jeverland (Porzellan-Service) und Ammerland (Ceracron-Service) wurden auf den Markt gebracht. Beide Serien wurden überaus erfolgreich und werden bis heute produziert. Im Jahr 1978 kam das rustikale, feuerfeste Katengeschirr aus Ceracron auf den Markt und wurde ebenfalls zu einem langjährigen, kommerziellen Erfolg. Ergänzend zum feuerfesten Katengeschirr wurde Anfang der 1980er Jahre ein Kochbuch veröffentlicht.
Gleichzeitig wechselte Melitta die Firmenstrategie und entwickelt das Werk in Rahling als eigenständiges Geschäftsfeld, mit Vertrieb und Versand im Haus (zuvor in Minden angesiedelt). Ab 1979 firmierte das Unternehmen als Porzellanfabrik Friesland Bentz KG. In einer zweiten Stufe wurde 1982 der Markenname Friesland Porzellan eingeführt.
Zur neuen Marketingstrategie gehörte, Produkte in populären Frauenzeitschriften zu platzieren, unter anderem in der Brigitte, Bunte, Journal für die Frau, Freundin und Wohnidee. Auch zugkräftige Prominente wurden als Werbeträger bemüht, u. a. Liselotte Pulver für die Geschirrservices Lindau und Jeverland. Dem Unternehmen gelang es, Mitte der 1970er Jahre Luigi Colani als Designer zu gewinnen. Er entwarf 1974 für das Unternehmen das schwarze Ceracron-Teeservice Zen. Es kam 1981 auf den Markt. Im Jahr 1984 wurde die Serie Life des Designers Lutz Rabold eingeführt. Es erinnert in seiner Formensprache an den damals populären HEWI Türdrücker. Die Serie wird als Life Revival heute noch produziert.

### Übernahmen
Im Jahr 1991 trennte sich Melitta von 70 Prozent der Firmenanteile. Das Unternehmen beschäftigte zu diesem Zeitpunkt nur noch 300 Mitarbeiter. Die Firma wurde von zwei leitenden Angestellten per Management-Buy-out weiter geführt. Im Jahr 1995 übernahmen sie auch die restlichen 30 Prozent des Unternehmens. Umsatzeinbußen und zu zahlende Betriebsrenten aus der Melitta-Zeit führten 2004 das Unternehmen jedoch in die Insolvenz. Zu dieser Zeit arbeiteten nur noch 175 Mitarbeiter in Varel. Eine Auffanggesellschaft mit 85 Mitarbeitern wurde gegründet, konnte jedoch die erneute Insolvenz 2005 nicht verhindern.
Der Gesellschafter-Geschäftsführer Uwe Apken übernahm das Traditionsunternehmen und führte die Firma als Friesland Porzellanfabrik GmbH & Co. KG weiter, zunächst mit einem Kompagnon, dann alleine. 2010 erfolgte die Gründung der Friesland Versand GmbH und die Einführung eines Onlineshops.

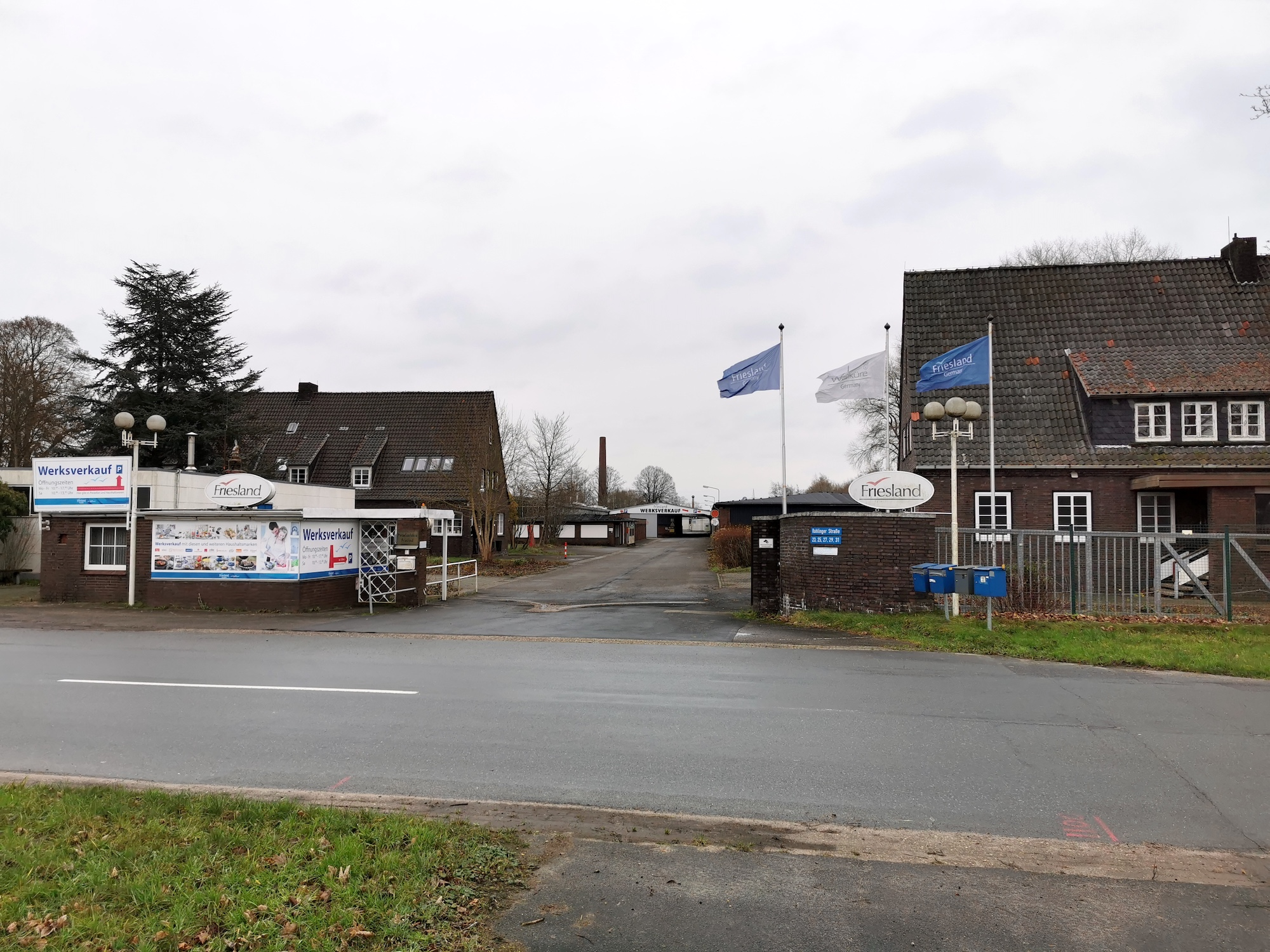
Zufahrt zum Werk von Friesland Porzellan in Rahling (Varel)

### Gegenwart
Apken konzentrierte die Produktion auf 17, darunter auch traditionsreiche, Serien, die z. T. mit neuen Glasuren und Dekoren hergestellt werden. Darüber hinaus geht das Unternehmen neue Wege, indem Friesland Porzellan zum Beispiel mit anderen Werkstoffen – wie Walnuss- oder Ahornholz – zu einem Teeservice kombiniert wird.
Ein großer Teil der Produktion erfolgt in Handarbeit. Die Melitta-Filter sind nach wie vor ein Bestandteil des Sortiments mit einer jährlichen Stückzahl von ca. 50.000 (Stand 2014). Das Alleinstellungsmerkmal der Firma ist jedoch die Verwendung des in den 1970er Jahren entwickelten, besonders widerstandsfähigen Ceracron, einer Masse aus Steingut und Steinzeug. Friesland Porzellan ist Inhaber des Markennamens Ceracron. Ferner ist Friesland die einzige Fabrik in Deutschland, die Porzellan und Steingut unter einem Dach fertigt. Seit 2014 setzt das Unternehmen einen 3D-Drucker zur Herstellung von Einrichtungen für Gipsformen ein, die zum Gießen von Porzellan benötigt werden.
Die Kaffee- und Tafelservices werden in großen Kaufhäusern wie dem KaDeWe und Galeria Kaufhof und parallel dazu im Online-Handel vertrieben.
Zahlreiche Produkte sind heute im Bestand von in- und ausländischen Designmuseen, unter anderem des Kunstgewerbemuseums Berlin, des Grassi-Museum Leipzig sowie des Victoria and Albert Museum London  und wurden auf internationalen Design-Ausstellungen, z. B. im Museum für Gestaltung Zürich gezeigt.
Im Juli 2018 kündigte die Geschäftsführung zunächst an, den Betrieb in Rahling zum 31. März 2019 einstellen zu wollen. Allerdings konnte die Schließung abgewendet werden. Zum Jahresanfang 2019 gab die Geschäftsführung bekannt, dass sich die Friesland Porzellanfabrik GmbH & Co KG mit der Royal Goedewaagen Gruppe mit Sitz im niederländischen Nieuw-Buinen, Provinz Drenthe, zur RGW Friesland Porzellan Unternehmensgruppe zusammengeschlossen hat und dass der Standort als einer von vier Standorten der neuen Firma erhalten bleibt.
In der Nacht vom 29. Juni 2023 auf den 30. Juni 2023 wurden auf dem Fabrikgelände der Firma Friesland Porzellan fünf Lagerhallen durch einen Großbrand vollständig zerstört. Fast alle Mitarbeiter wurden daraufhin entlassen. Mitte November 2023 begannen die Aufräumarbeiten.

## Trivia

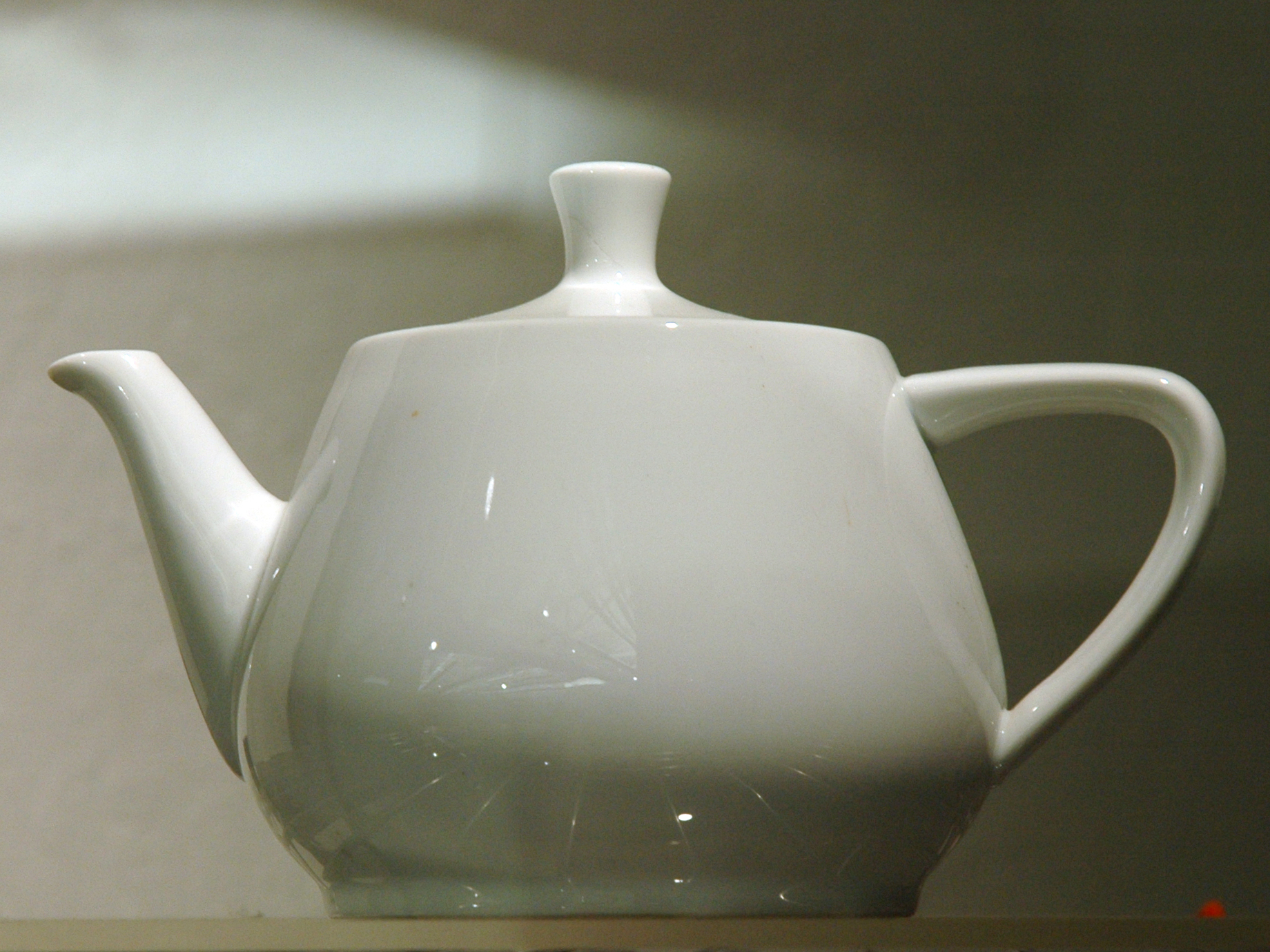
Original Utah Teapot im Computer History Museum in Mountain View

Ein bekanntes Produkt der Friesland Porzellanfabrik ist der so genannte Utah Teapot. In den 1970er Jahren lieferte eine weiße Melitta-Porzellankanne das Vorbild für eine der ersten dreidimensionalen Computeranimationen, die in verschiedenen Animationsfilmen wie Die Simpsons und Toy Story sowie im Bildschirmschoner Pipes von Windows 98 gezeigt wurde. Seit 1990 ist die originale Kanne im Computer History Museum (USA) zu sehen. Die Firma wurde erst 2017 durch die Anfrage eines Kunden auf diesen Umstand aufmerksam gemacht und änderte daraufhin den Namen der Teekanne von „Haushaltsteekanne“ zu „Utah Teapot“.

## Produkte (Auswahl)
Das Unternehmen brachte mehr als 75 verschiedene Kaffee- und Speiseservices mit mehr als 760 Dekoren und Farbstellungen auf den Markt (Stand 2007). Zu den bekanntesten Entwürfen des Unternehmens zählen:
- 1932: Kaffeefilter 102
- 19??: Tee-Schnellfilter 401
- 1956: Kaffeekanne Minden, auch als Form 1 bekannt, ursprünglich in Pastelltönen
- 1960: Service Zürich, Entwurf Jupp Ernst
- 1961: Service Ascona, Entwurf Jupp Ernst
- 1961: Service Salzburg, Service Stockholm, Entwurf Lieselotte Kantner
- 1962: Service Hamburg, Entwurf Lieselotte Kantner
- 1963: Service Paris, Entwurf Jupp Ernst
- 1963: Service Wien,  Entwurf Lieselotte Kantner
- 1964: Service Oslo, Entwurf Lieselotte Kantner
- 1965: Service Kopenhagen, Entwurf Lieselotte Kantner
- 1968: Service Budapest, Entwurf Axel Wolfgang Werner
- 1969: Service Bremen, Service Heidelberg, Entwurf Lieselotte Kantner
- 1970: Service Berlin, Service Helsinki, Entwurf Lieselotte Kantner
- 1973: Service Lindau, Entwurf Lieselotte Kantner
- 1975: Service Jeverland, Entwurf Lieselotte Kantner
- 1976: Ceracron-Service Ammerland, Entwurf Anne Mentzel-Marx
- 1978: Ceracron-Katengeschirr, Entwurf von Bodo Mans
- 1979: Ceracron-Service Bambus, Service Jadeborg, Entwurf von Hanns Welling
- 1981: Ceracron-Teeservice Zen, Entwurf Luigi Colani (1974)
- 1982: Service Schloss Gödens, Entwurf Hanns Welling
- 1983: Service Life / Life Revival, Entwurf Lutz Rabold (1973)
- 1987: Service Kröning, Entwurf Anne Mentzel-Marx
- 1994: Service Ecco, Entwurf Ulrike und Detlef Rahe
- 2002 & 2017: Service Horizont, Entwurf Volker Hundertmark
- 2003: Service Enjoy, Entwurf Odo Klose
- 2008: Teeservice Chai, Entwurf Jannis Ellenberger

## Auszeichnungen (Auswahl)
Zahlreiche Entwürfe des Unternehmens wurden mit Designpreisen ausgezeichnet, u. a.:
- Kaffeeservice Stockholm,  Die gute Industrieform  (Hannover 1962)
- Kaffeeservice Hamburg, Die gute Industrieform  (Hannover 1963)
- Kaffeeservice Wien, Die gute Industrieform  (Hannover 1964)
- Porzellan-Kaffeeservice Hamburg, Die gute Industrieform  (Hannover 1965)
- Steingut-Kaffeeservice Kopenhagen, Die gute Industrieform  (Hannover 1967)
- Kaffee- und Tafelservice Berlin, Dekor Havel, IF Design Award 1972
- Tafelservice Stockholm, Dekor Värmland,  IF Design Award 1973
- Tafelservice Kopenhagen, Dekor Boulevard, IF Design Award 1976
- Kaffeeservice Life (heutiger Name Life Revival), DesignPlusAward 1984
- Kaffee- und Tafelservice, Ecco, Entwurf Rahe & Rahe, IF Design Award 1995